# Corupție la palatul de justiție (film)
Corupție la palatul de justiție (titlul original: în italiană Corruzione al palazzo di giustizia) este un film dramatic italian, realizat în 1975 de regizorul Marcello Aliprandi după drama omonimă din 1944 a dramaturgului Ugo Betti, protagoniști fiind actorii Franco Nero, Fernando Rey, Umberto Orsini și Martin Balsam.

## Distribuție
- Franco Nero – judecătorul Dani
- Fernando Rey – judecătorul Vanini
- Umberto Orsini – judecătorul Erzi
- Martin Balsam – Carlo Goja
- Gabriele Ferzetti – judecătorul Prandò
- Mara Danaud – Flavia
- Giovanna Benedetto – Elena Vanini
- Umberto D'Orsi – Eccellenza
- Renato Montanari – Ministro
- Renato Baldini – un incendiator
- Bruno Tocci – un incendiator
- Nicola Morelli – judecătorul
- Roberto Antonelli – violentatore
- Tom Felleghy –